# فلاديسلاف فولكوف
فلاديسلاف فولكوف (بالإنجليزية: Vladislav Volkov)‏ (و. 1935 – 1971 م) هو رائد فضاء، ومهندس، وكاتب من الاتحاد السوفيتي . ولد في موسكو.
ويحمل رتبة عسكرية ملازم، توفي في 29 يونيو 1971، خلال مهمة سايوز 11 برفقة جيورجي دوبروفولسكي وفيكتور باتساييف.

## ريادة الفضاء
شارك في المهمات الفضائية:
- Soyuz 7
- سايوز 11.

## التعليم
تعلم في Moscow Aviation Institute (منذ 1953)

## جوائز
حصل على جوائز منها:
- Gold Star (30 يونيو 1971)
- بطل الاتحاد السوفيتي (30 يونيو 1971)
- Gold Star (22 أكتوبر 1969)
- وسام لينين (22 أكتوبر 1969)
- بطل الاتحاد السوفيتي (22 أكتوبر 1969)
- Pilot-Cosmonaut of the USSR (1969).

## روابط خارجية
- فلاديسلاف فولكوف على موقع الموسوعة البريطانية (الإنجليزية)
- فلاديسلاف فولكوف على موقع مونزينجر (الألمانية)